# خواهرزاده و برادرزاده

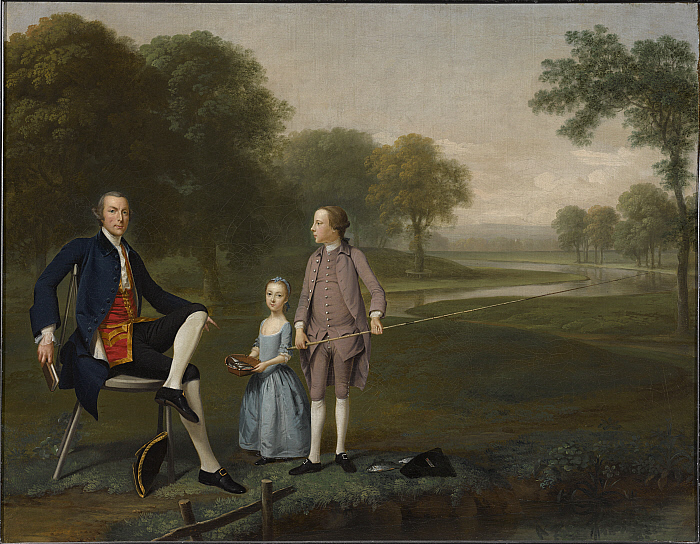
تاکلی با برادرزاده و خواهرزاده‌اش جان و سوزانا ویلند اثری از ارتور دیویس

فرزند هم‌نیا فرزند خواهر یا برادر انسان است. در فارسی، فارغ از دختر یا پسر بودن، فرزند خواهر را خواهرزاده و فرزند برادر را برادرزاده می‌خوانند.